# Eurithia caesia
Eurithia caesia är en tvåvingeart som först beskrevs av Fallen 1810.  Eurithia caesia ingår i släktet Eurithia och familjen parasitflugor. Arten är reproducerande i Sverige. Inga underarter finns listade i Catalogue of Life.